# Station Wijlre-Gulpen
Station Wijlre-Gulpen (Wij) is een treinstation van een museumspoorlijn in Wijlre, geëxploiteerd door de Zuid-Limburgse Stoomtrein Maatschappij.

## Geschiedenis

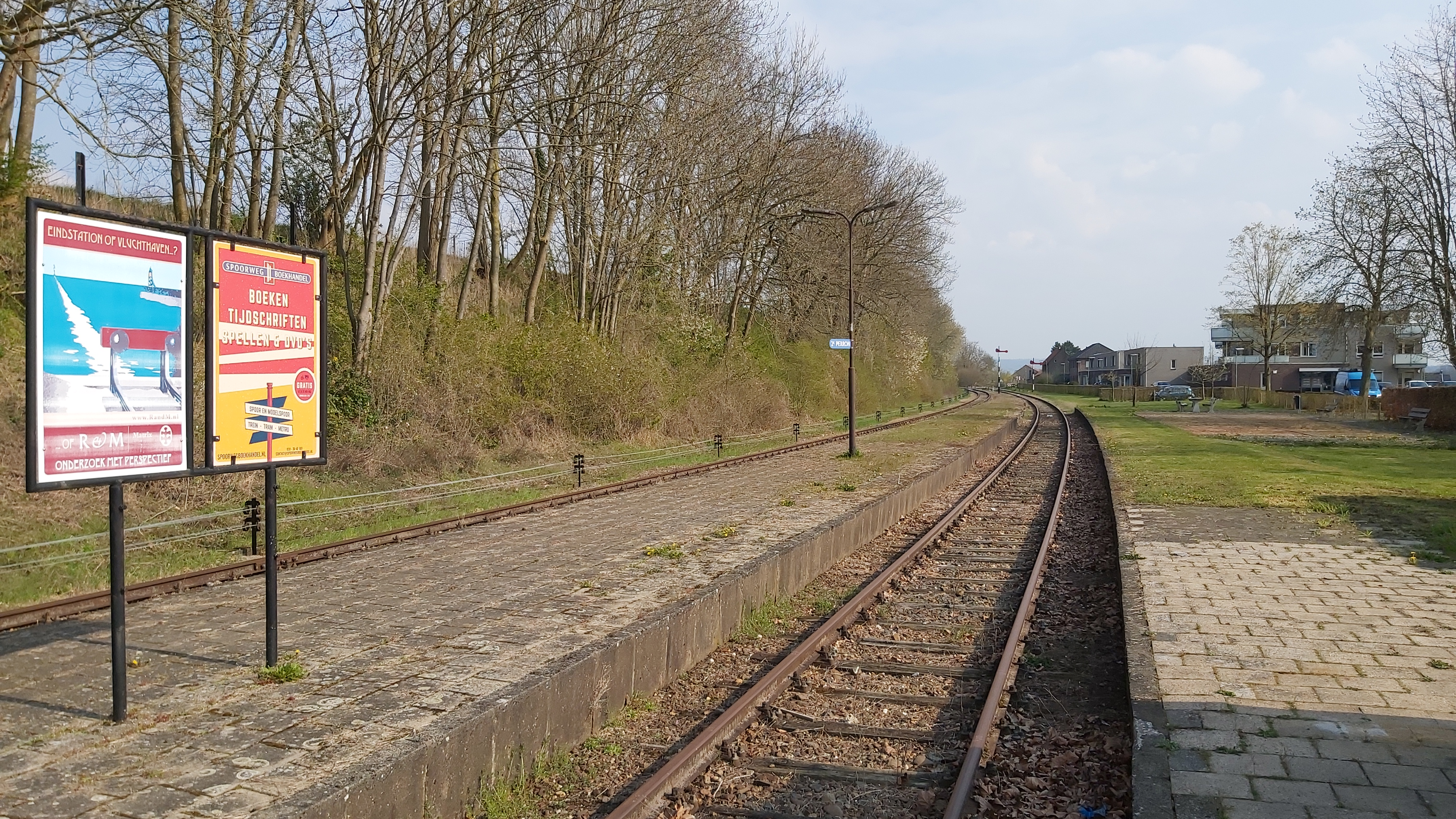
Zicht op het perron van station Wijlre-Gulpen in 2021.

Station Wijlre-Gulpen werd geopend op 23 oktober 1853 als station aan de spoorlijn Spoorlijn Aken - Maastricht. Het oorspronkelijke stationsgebouw, daterend uit 1853, werd in 1959 gesloopt om plaats te maken voor een kleiner gebouw van het standaardtype Vierlingsbeek. Het nieuwe stationsgebouw werd op 13 juli 1959 in gebruik genomen door W. Voerman, chef vervoer van het exploitatiedistrict Maastricht.
Bij de sluiting van het traject Station Kerkrade Centrum - Station Simpelveld op 29 mei 1988 werd ook dit station gesloten. Sinds 1995 maakt het station deel uit van het traject van de Miljoenenlijn van de ZLSM.
In de periode van 28 juni 1922 tot en met de opheffing in 5 april 1938 heeft er hier ook een halte gelegen aan de tramlijn Gulpen-Wijlre-Vaals als onderdeel van de tramlijn Maastricht-Vaals.
Naast stationsgebouw van de ZLSM, doet het station sinds 2012 dienst als snackbar. Tot die tijd was hier enkele jaren een adviesbureau gevestigd.